# Spirală sinusoidală
În geometria algebrică spiralele sinusoidale sunt o familie de curbe definite de ecuația în coordonate polare
{\displaystyle r^{n}=a^{n}\cos(n\theta )}
unde a este o constantă diferită de zero, iar n este un număr rațional altul decât 0. Cu o rotație în jurul originii, aceasta poate fi de asemenea scrise
{\displaystyle r^{n}=a^{n}\sin(n\theta ).}
Termenul de „spirală” este o denumire greșită, deoarece de fapt nu sunt spirale⁠(d), ci adesea au o formă asemănătoare unei rozete⁠(d). Multe curbe bine-cunoscute sunt spirale sinusoidale, de exemplu:
- Hiperbola echilaterală (n = −2)
- Dreapta (n = −1)
- Parabola (n = −1/2)
- Cubica Tschirnhausen (n = −1/3)
- Sextica lui Cayley (n = 1/3)
- Cardioida (n = 1/2)
- Cercul (n = 1)
- Lemniscata lui Bernoulli (n = 2)

Această familie de curbe a fost studiată pentru prima oară de Colin Maclaurin.

## Ecuații
Prin derivarea lui
{\displaystyle r^{n}=a^{n}\cos(n\theta )}
și eliminarea lui a se obține ecuația diferențială în r și θ:
{\displaystyle {\frac {dr}{d\theta }}\cos n\theta +r\sin n\theta =0}.
Atunci
{\displaystyle \left({\frac {dr}{ds}},\ r{\frac {d\theta }{ds}}\right)\cos n\theta {\frac {ds}{d\theta }}=\left(-r\sin n\theta ,\ r\cos n\theta \right)=r\left(-\sin n\theta ,\ \cos n\theta \right)}
care implică faptul că unghiul tangențial polar este 
{\displaystyle \psi =n\theta \pm \pi /2}
și deci unghiul tangențial este
{\displaystyle \varphi =(n+1)\theta \pm \pi /2}.
(Semnul de aici este pozitiv dacă r și cos nθ au același semn și negativ în caz contrar.)
Comparând versorul tangent
{\displaystyle \left({\frac {dr}{ds}},\ r{\frac {d\theta }{ds}}\right)},
cu mărimea vectorilor de pe fiecare parte a ecuației de mai sus se obține
{\displaystyle {\frac {ds}{d\theta }}=r\cos ^{-1}n\theta =a\cos ^{-1+{\tfrac {1}{n}}}n\theta }.
În particular, lungimea unei singure bucle când {\displaystyle n>0} este:
{\displaystyle a\int _{-{\tfrac {\pi }{2n}}}^{\tfrac {\pi }{2n}}\cos ^{-1+{\tfrac {1}{n}}}n\theta \ d\theta }
Curbura este
{\displaystyle {\frac {d\varphi }{ds}}=(n+1){\frac {d\theta }{ds}}={\frac {n+1}{a}}\cos ^{1-{\tfrac {1}{n}}}n\theta }.

## Proprietăți
Inversa unei spirale sinusoidale în raport cu un cerc cu centrul în origine este o altă spirală sinusoidală a cărei valoare a lui n este negativul valorii curbei originale a lui n. De exemplu, inversa lemniscatei lui Bernoulli este o hiperbolă dreptunghiulară.
Isoptica⁠(d), podara și podara negativă ale unei spirale sinusoidale sunt spirale sinusoidale diferite.
Traiectoria unei particule asupra căreia acționează o forță centrală proporțională cu o putere a lui r este o spirală sinusoidală.
Când n este un număr întreg și punctele n sunt aranjate regulat pe un cerc cu raza a, atunci mulțimea punctelor aranjate astfel încât media geometrică a distanțelor de la punct la n formează o spirală sinusoidală. În acest caz, spirala sinusoidală este o lemniscată polinomială.